# Katharina Jurt
Katharina Jurt (20 de diciembre de 2005) es una deportista suiza que compite en pentatlón moderno. Su hermana Anna y su gemela Florina compiten en el mismo deporte.
Ganó una medalla de oro en el Campeonato Europeo de Pentatlón Moderno de 2025, en la prueba de relevo.

## Medallero internacional
| Campeonato Europeo | Campeonato Europeo | Campeonato Europeo | Campeonato Europeo |
| Año                | Lugar              | Medalla            | Competición        |
| ------------------ | ------------------ | ------------------ | ------------------ |
| 2025               | Madrid (España)    | Medalla de oro     | Relevo             |